# Elisabeth Grossmann

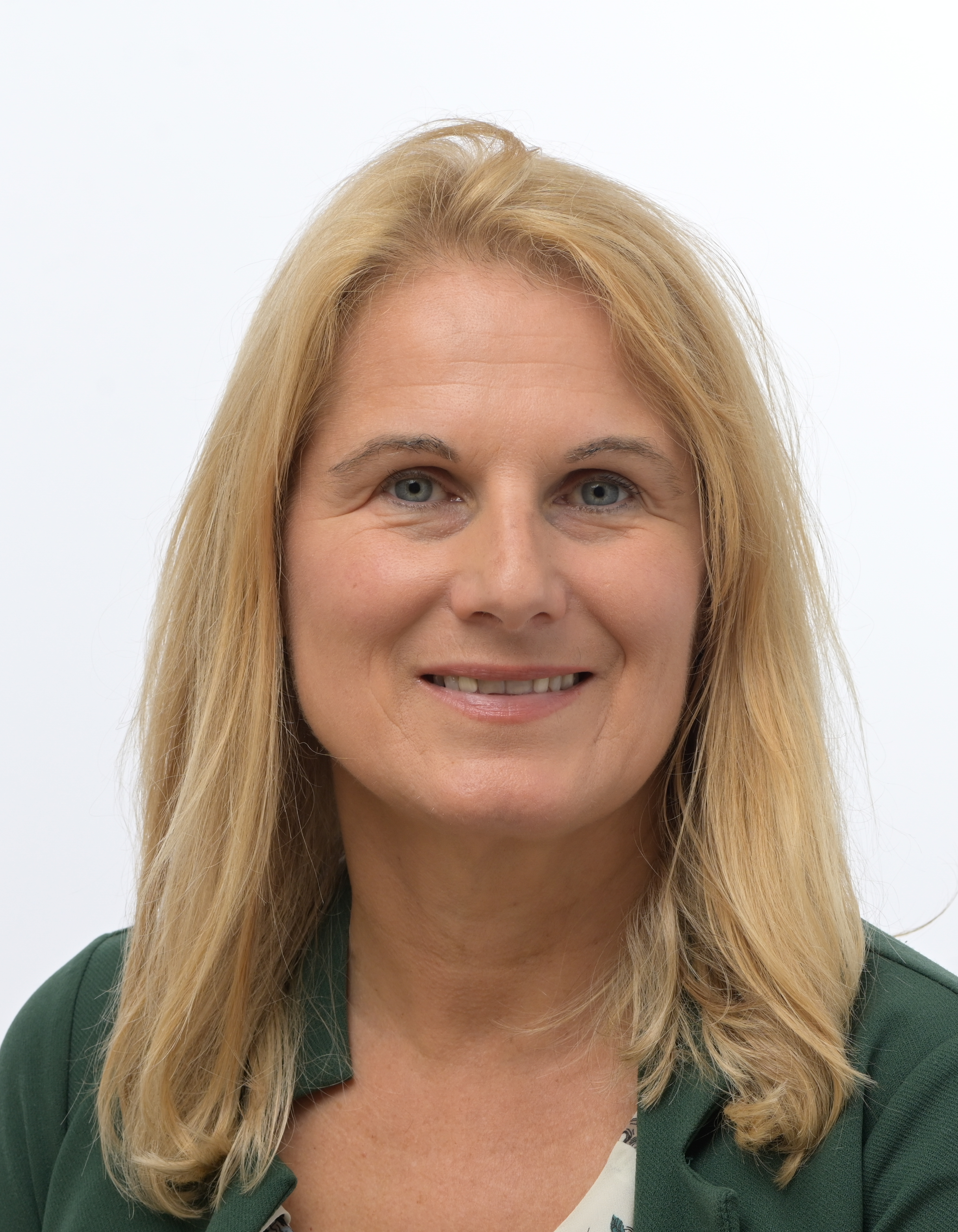
Elisabeth Grossmann (2024)

Elisabeth Grossmann (* 25. November 1968 in Graz) ist eine österreichische Politikerin der Sozialdemokratischen Partei Österreichs (SPÖ). Von Dezember 2002 bis September 2009 und von Jänner 2013 bis November 2017 war sie Abgeordnete zum Nationalrat. Von September 2009 bis Jänner 2013 war sie Mitglied der steirischen Landesregierung Voves II und Landesrätin für Jugend, Familie, Bildung und Frauen. Am 21. Jänner 2013 wurde Michael Schickhofer an ihrer Stelle Landesrat, er wechselte aus dem Nationalrat. Am 29. Jänner 2013 wechselte Grossmann zurück in den Nationalrat. Von November 2017 bis Juli 2024 hatte sie ein Mandat im Bundesrat und war Bereichssprecherin für Justiz und Verfassung sowie Frauen, Gleichbehandlung und Diversität. Am 15. Juli 2020 wurde sie einstimmig zur 1. Vizepräsidentin des Bundesrats gewählt. Seit dem 16. Juli 2024 ist sie Mitglied des Europäischen Parlaments.

## Karriere
Grossmann besuchte in Graz die Schule und studierte nach der Matura an der Karl-Franzens-Universität Graz Rechtswissenschaften, die sie mit dem Magister iuris 1997 abschloss. Neben dem Studium widmete sie sich der Kindererziehung der beiden Söhne und arbeitete als Verkäuferin, Sekretärin sowie Pflegehilfskraft. 1997 wurde sie stellvertretende Bezirksvorsitzende der Jungen Generation im Bezirk Voitsberg. Nach dem Gerichtspraktikum am Oberlandesgericht Graz wurde sie 2000 Geschäftsführerin der Frauenplattform im Bezirk Voitsberg. Ab 20. Dezember 2002 war sie Abgeordnete im Nationalrat. 2003 wurde Grossmann stellvertretende Bezirksparteivorsitzende der SPÖ Voitsberg und Bezirksfrauenvorsitzende der SPÖ Voitsberg seit 2003. 2004 wurde sie Ortsparteivorsitzende der SPÖ in der Marktgemeinde Edelschrott, wo sie von 2005 bis 2010 auch Mitglied des Gemeinderates war. Kinder- und Jugendsprecherin der SPÖ war sie von 2004 bis 2007. Seit 2007 war sie Europasprecherin und Außenpolitische Sprecherin der SPÖ und stellvertretende Landesparteivorsitzende der SPÖ Steiermark und seit 7. November 2007 stellvertretende Klubvorsitzende im SPÖ-Parlamentsklub.
Im September 2009 wurde Elisabeth Grossmann designiertes Mitglied der Landesregierung und übernahm am 22. September 2009 von Landesrätin Bettina Vollath die Agenden für Bildung, Jugend, Frauen und Familien. Vollath erhielt hingegen die Kulturagenden und das Gesundheitswesen von den scheidenden Landesräten Helmut Hirt und Kurt Flecker. Im Nationalrat folgte ihr die Oststeirerin Sonja Steßl-Mühlbacher als Abgeordnete nach. Auch in der Landesregierung Voves II war Elisabeth Grossmann seit dem 21. Oktober 2010
wieder als Landesrätin für Bildung, Jugend, Frauen und Familie zuständig.
Nach einer Regierungsumbildung, am 21. Jänner 2013, schied Grossmann aus der Landesregierung aus. Sie wechselte Ende Jänner 2013 zurück in den Nationalrat.
Im November 2017 wechselte Grossmann in Nachfolge von Mario Lindner in den österreichischen Bundesrat. Im Juli 2020 wurde sie als Nachfolgerin von Michael Wanner zur Vizepräsidentin des Bundesrates gewählt.
Grossmann ist als freie Mitarbeiterin an der FH Campus Wien für die Betreuung von Masterstudierenden tätig.
Nach der Europawahl 2024 wurde sie Abgeordnete zum EU-Parlament, im Bundesrat rückte Maria Fischer für sie nach.

## Auszeichnungen
- 2018: Großes Goldenes Ehrenzeichen des Landes Steiermark[6]

## Privates
Elisabeth Grossmann hat zwei Söhne.